# Fantasy Island (película)
Fantasy Island o Blumhouse's Fantasy Island (conocida como La isla de la fantasía en Hispanoamérica) es una película estadounidense de 2020, dirigida por Jeff Wadlow y escrita por Jillian Jacobs, Chris Roach y Wadlow. Es protagonizada por Michael Peña, Lucy Hale, Maggie Q, Portia Doubleday, Jimmy O. Yang y Ryan Hansen.
Está basada en la serie de televisión homónima de 1977 de Gene Levitt, aunque con una nueva versión centrada en el terror y en el suspenso. La trama de la película sigue a un grupo de personas que, mientras visitan la isla del mismo nombre, descubren que las fantasías de los sueños que cobran vida comienzan a convertirse en horribles pesadillas vivientes y deben tratar de hacer todo lo necesario para sobrevivir.
Fue estrenada en los Estados Unidos por Sony Pictures el 14 de febrero de 2020 con críticas generalmente negativas de los críticos. A pesar de todo esto, la película fue un éxito de taquilla, logrando recaudar $48 000 000 en todo el mundo contra su presupuesto de producción de $7 000 000.

## Argumento
La empresaria Gwen Olsen, el ex oficial de policía Patrick Sullivan, los hermanastros JD y Brax Weaver y la joven Melanie Cole llegan a Fantasy Island (en español: Isla de la fantasía), un resort tropical donde las fantasías aparentemente se hacen realidad. A su llegada, el propietario de la isla, el Sr. Roarke, guía a los invitados a sus fantasías: Patrick se alista en una guerra en honor a su difunto padre; los Weaver se convierten en invitados de honor en una mansión rave; Melanie se venga de su matón de la infancia Sloane Maddison; y Gwen acepta la propuesta de matrimonio de su exnovio Allen Chambers, que rechazó hace muchos años.
Melanie se entera de que Sloane fue secuestrada y llevada a Fantasy Island contra su voluntad. Ella la salva de un cirujano enmascarado y ambas huyen. Mientras tanto, Patrick es capturado por un pelotón militar y llevado ante su comandante, el teniente Sullivan, a quien Patrick reconoce como su padre. Al caer la noche, el cirujano ataca a Melanie y Sloane nuevamente antes de que Damon, un investigador privado, lo asesine. Damon revela que Roarke le ofreció volver a ver a su hija fallecida. Sin embargo, su fantasía se convirtió en una pesadilla que lo atrapó en la isla. También explica que las fantasías son creadas por agua de manantial debajo de una roca brillante en una cueva. El trío recoge un poco de agua de manantial y se dirige al complejo en busca de ayuda. Gwen se despierta a la mañana siguiente para descubrir que tiene una hija con Allen y se siente insatisfecha. Cuando Roarke explica que las fantasías deben cumplirse para que su propia fantasía de estar con su difunta esposa pueda continuar, Gwen lo convence de cambiar su fantasía.
Desconocido para los invitados, Fantasy Island comienza a convertir las fantasías en pesadillas vivientes cuando los Weaver son tomados como rehenes por un cártel asociado con el dueño de la mansión, y Gwen es llevada a la noche en que accidentalmente inició un incendio que mató a su vecino Nick Taylor. Ella descubre que los otros invitados, excepto Melanie, también estaban ahí e intenta salvar a Nick antes de que ella sea rescatada por la asistente de Roarke, Julia. En otra parte, los soldados de Sullivan son convocados para rescatar a los Weaver. Después de ser asesinado a tiros, el cártel se reanima como zombis que atacan a los soldados. En el tiroteo que siguió, JD recibe un disparo mortal y Sullivan se sacrifica para que Patrick y Brax puedan escapar.
Melanie y Sloane son emboscados por el cirujano zombificado hasta que Damon salta por un acantilado con él, salvándolos a costa de su propia vida. Los huéspedes restantes se reagrupan en el resort, pero son acorralados por Roarke, quien revela que están en una fantasía en la que todos mueren. Al darse cuenta de que todos estuvieron involucrados en la muerte de Nick, los invitados asumen que es la fantasía de Julia, ya que creen que Julia era la madre de Nick. Los invitados escapan al muelle para ser rescatados por un avión enviado por los asociados de Damon, pero es derribado. En respuesta, los invitados corren a la cueva para destruir la roca brillante con una granada que lleva Patrick. De repente, Melanie apuñala a Patrick y toma a Sloane como rehén, revelando que es su verdadera fantasía. Ella orquestó su llegada para vengarse de ellos por la muerte de Nick, con quien tenía una cita y estaba convencida de que era su alma gemela. Se revela que Julia es la esposa de Roarke y le convence de ayudar a los invitados antes de desaparecer.
Sloane recuerda el agua de manantial que recogió antes y desea que Melanie "esté" para siempre con Nick. Como resultado, un Nick zombificado ataca a Melanie y la arrastra al agua. Antes de ahogarse, Melanie detona la granada, pero Patrick se sacrifica y cae sobre ella para proteger a los demás. Cuando la fantasía concluye, Gwen, Sloane y Brax se despiertan en el resort, donde Roarke acepta dejarlos ir. Mientras los invitados abordan un avión para dejar la ahora purificada Fantasy Island, Brax desea que JD vuelva a la vida, pero Roarke explica que Brax debe quedarse en la isla para que su fantasía se haga realidad. Después de que Gwen, Sloane y un JD resucitado se van, Roarke le pide a Brax que se convierta en su nuevo asistente con un apodo. Al recordar un apodo que le dio JD, Brax decidió cambiarse el nombre de "Tattoo", cuando termina la película.

## Reparto
- Michael Peña como el Sr. Roarke.
- Lucy Hale como Melanie Cole.
- Maggie Q como Gwen Olsen.
- Portia Doubleday como Sloane Maddison.
- Jimmy O. Yang como Brax Weaver / Tattoo.
- Ryan Hansen como JD Weaver.
- Michael Rooker como Damon.
- Charlotte McKinney como Chastity / Castidad.
- Parisa Fitz-Henley como Julia.
- Austin Stowell como Patrick Sullivan.
- Robbie Jones como Allen Chambers.
- Evan Evagora como Nick Taylor.

## Producción

### Desarrollo
El 31 de julio de 2018, se anunció que Blumhouse Productions y Sony Pictures producirán una versión cinematográfica de la serie de ABC La isla de la fantasía (1977–1984) creada por Gene Levitt, siendo descrito como "una mezcla de Westworld y The Cabin in the Woods". Jeff Wadlow se desempeñara como director, guionista y productor ejecutivo y el guion será escrito por Wadlow, Chris Roach y Jillian Jacobs. Jason Blum se desempeñará como productor y, además de Wadlow, Couper Samuelson también se desempeñará como productor ejecutivo, junto con Jeanette Volturno.

### Casting
En octubre de 2018, se anunció que Michael Peña fue elegido para interpretar al Sr. Roarke, Dave Bautista estaba en conversaciones para unirse a la película, y que Jimmy O. Yang fue elegido para interpretar a Brax. El 15 de noviembre de 2018, se anunció que Lucy Hale fue elegida.
El 18 de enero de 2019, se anunció que Michael Rooker, Charlotte McKinney, Parisa Fitz-Henley y Austin Stowell fueron elegidos.

### Rodaje
El rodaje comenzó en Fiyi a fines de enero de 2019.

## Estreno
La película fue estrenada el 14 de febrero de 2020 en cines de Estados Unidos, originalmente se estrenaría el 28 de febrero de 2020. Recaudo $7,000,000 (estimado).